# Atletica leggera ai Giochi della IV Olimpiade - Maratona

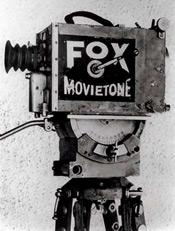
Maratona Parte finale della corsa

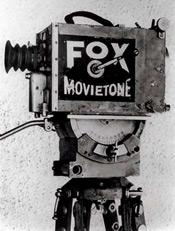
Maratona Fasi della gara e drammatico finale

La competizione della maratona di atletica leggera dei Giochi della IV Olimpiade si tenne il giorno 24 luglio 1908 a Londra.
Gli organizzatori decidono di far partire la gara dalla residenza reale, il Castello di Windsor alle 14:30 e fissano il traguardo davanti al palco reale nello stadio di White City. Per questo motivo la distanza risulta essere di 26 miglia e 385 iarde. Convertite nel sistema metrico, sono 42 km e 195 metri.

## La gara

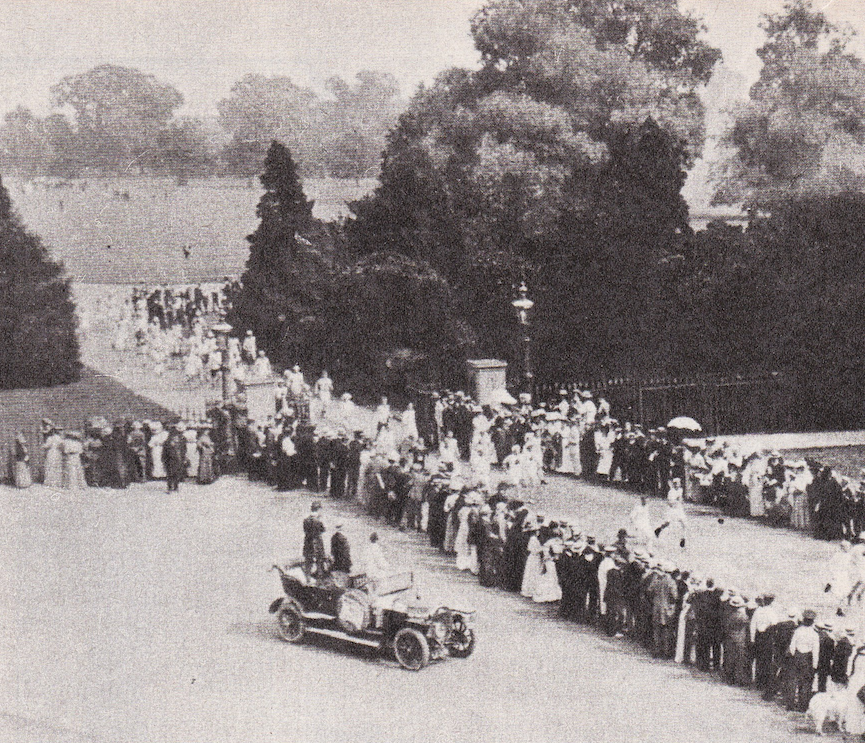
Un suggestivo passaggio degli atleti nel parco del castello di Windsor.

È piovuto fino al giorno prima; la giornata è molto umida e la temperatura è salita fino a 26°. Alla partenza si presentano 56 concorrenti di 16 Paesi. La maratona si disputa al penultimo giorno di gare. Si calcola che siano scesi lungo le strade ben 250.000 londinesi e quasi 80.000 posti dello stadio olimpico sono occupati. I favoriti sono il canadese Tom Longboat, della tribù indiana degli Onondaga, e lo statunitense Thomas Morrissey, vincitori della maratona di Boston, rispettivamente nel 1907 e all'inizio dell'anno. Longboat ha un inizio promettente, ma al 20º miglio (32,2 km) viene colto da una crisi improvvisa e deve essere soccorso dai medici.
Rimane in testa il sudafricano Charles Hefferon, che ha acquisito un vantaggio di oltre 3 minuti su Dorando Pietri. Ma Hefferon commette un grave errore: accetta una bevanda da uno spettatore, senza sapere che è gelata. Subito dopo accusa crampi allo stomaco. Pietri viene incitato dagli spettatori a rincorrerlo e inizia un'eccezionale rimonta (che alimenterà molti sospetti) e lo raggiunge in soli 3 km. Hefferon, vistosi raggiunto da Pietri, ha un crollo psicologico e viene superato anche dall'americano Hayes. Pietri prosegue la sua corsa solitaria lanciato verso il traguardo.
Lo stadio di White City è stracolmo, le altre gare in programma sono terminate; la banda ha smesso di suonare. Gli occhi di tutti sono puntati verso l'entrata dello stadio, da cui spunterà il vincitore. Dorando Pietri è in condizioni di evidente sofferenza: già prima di entrare nello stadio cade per la stanchezza. Secondo alcune testimonianze, un medico gli inietta una piccola dose di stricnina per indurre il suo corpo a reagire (gli stimolanti come la stricnina erano proibiti, quindi se il fatto è vero Pietri avrebbe dovuto essere automaticamente squalificato).
Il pubblico si aspetta di vedere il migliore dei maratoneti, il numero uno, invece appare un uomo che fa fatica a reggersi in piedi: l'atleta italiano è completamente intontito, sembra quasi non rendersi pienamente conto di dove si trova. Gli spettatori lo richiamano a gran forza, incitandolo a muoversi. Pietri ha un sussulto, si muove, ma va nella direzione sbagliata: un urlo degli ottantamila rimbomba nello stadio. Tutto il personale che è di servizio in pista, circa 30 persone, gli si fa attorno per indicargli la giusta direzione. Nessuno lo tocca perché causerebbe automaticamente la sua squalifica; tuttavia, secondo una testimonianza:

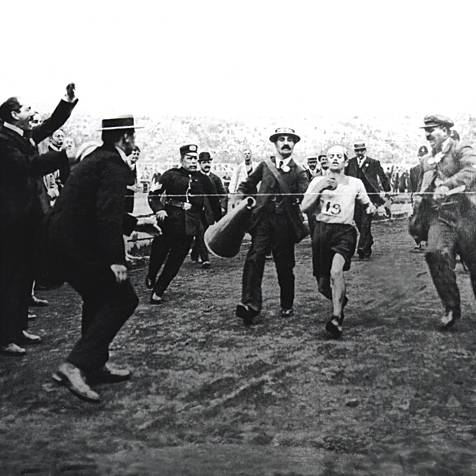
Il drammatico arrivo di Dorando Pietri. A sinistra, con il megafono, il giudice di gara Andrew; a destra il dottor Bulger.

Rimasto completamente senza forze, Dorando si accascia al suolo esanime. Per i funzionari è impossibile rimanere spettatori: decidono di aiutarlo a rialzarsi. Ma Pietri ricade e la scena si ripete altre tre volte, l'ultima delle quali a meno di 20 metri dall'arrivo. Per fare gli ultimi 500 metri, ha impiegato quasi 10 minuti. Quando Pietri è a meno di 20 metri dall'arrivo entra nello stadio il secondo classificato. Il pubblico crede ancora che sia Hefferon, sudafricano quindi suddito dell'Impero; per i britannici, che si considerano i primi nelle corse di resistenza, sarebbe una buona notizia.
Invece l'altoparlante annuncia Johnny Hayes, concorrente degli Stati Uniti, paese acerrimo rivale del Regno Unito. Per i britannici è troppo: un giudice, Jack M. Andrews, ed il capo dello staff medico, Michael J. Bulger, sollevano di peso Pietri prima che l'americano lo raggiunga e gli fanno oltrepassare il traguardo. Un fotografo immortala la scena, che farà il giro del mondo e diventerà una delle immagini più note dell'intera storia olimpica.
Nonostante l'evidente violazione delle regole, i giudici dichiarano Pietri vincitore. Dopo la protesta ufficiale degli americani, Pietri viene squalificato e la medaglia d'oro va a Hayes, giunto al traguardo 32 secondi dopo Dorando. Per qualche anno è circolata la voce che una delle due persone che appare nella famosissima foto vicino a Pietri mentre taglia il traguardo fosse Conan Doyle (1859-1930), giornalista sportivo del Daily Mail e scrittore di fama, creatore del personaggio di Sherlock Holmes.
Doyle era presente, ma assistette alla scena dal suo posto a sedere in tribuna (dietro suo suggerimento il Daily Mail lancerà una sottoscrizione pubblica per aiutare Pietri ad aprire un panificio a Carpi). Paradossalmente, il drammatico epilogo della gara arrecherà a Dorando Pietri più gloria di quanta ne avrebbe ottenuta se avesse vinto il titolo. Inoltre, l'episodio di cui è stato protagonista, per l'enorme risonanza ottenuta anche al di fuori del mondo sportivo, porterà una notorietà mondiale alle stesse Olimpiadi.

## Classifica
| Pos.    | Atleta                 | Nazione     | Tempo             |
| ------- | ---------------------- | ----------- | ----------------- |
| Oro     | Johnny Hayes           | Stati Uniti | 2h55'18"4         |
| Argento | Charles Hefferon       | Sudafrica   | 2h56'06"0         |
| Bronzo  | Joe Forshaw            | Stati Uniti | 2h57'10"4         |
| 4       | Alton Welton           | Stati Uniti | 2h59'44"4         |
| 5       | William Wood           | Canada      | 3h01'44"0         |
| 6       | Fred Simpson           | Canada      | 3h04'28"2         |
| 7       | Harry Lawson           | Canada      | 3h06'47"2         |
| 8       | John Svanberg          | Svezia      | 3h07'50"8         |
| 9       | Lewis Tewanima         | Stati Uniti | 3h09'15"0         |
| 10      | Kalle Nieminen         | Finlandia   | 3h09'50"8         |
| 11      | Jack Caffery           | Canada      | 3h12'46"0         |
| 12      | William Clarke         | Regno Unito | 3h16'08"6         |
| 13      | Ernest Barnes          | Regno Unito | 3h17'30"8         |
| 14      | Sidney Hatch           | Stati Uniti | 3h17'52"4         |
| 15      | Fred Lord              | Regno Unito | 3h19'08"8         |
| 16      | William Goldsboro      | Canada      | 3h20'07"0         |
| 17      | James Beale            | Regno Unito | 3h20'14"0         |
| 18      | Arnošt Nejedlý         | Boemia      | 3h26'26"2         |
| 19      | Georg Lind             | Russia      | 3h26'38"8         |
| 20      | Willem Wakker          | Paesi Bassi | 3h28'49"0         |
| 21      | Gustaf Törnros         | Svezia      | 3h30'20"8         |
| 22      | George Goulding        | Canada      | 3h33'26"4         |
| 23      | Julius Jørgensen       | Danimarca   | 3h47'44"0         |
| 24      | Arthur Burn            | Canada      | 3h50'17"0         |
| 25      | Emmerich Rath          | Austria     | 3h50'30"4         |
| 26      | Rudy Hansen            | Danimarca   | 3h53'15"0         |
| 27      | George Lister          | Canada      | 4h22'45"0         |
| -       | Dorando Pietri         | Italia      | dq 2h54'46"4      |
| -       | Victor Aitken          | Australasia | Rit. a 21½ miglia |
| -       | Tom Longboat           | Canada      | Rit. a 20 miglia  |
| -       | Fred Appleby           | Regno Unito | Rit. a 20 miglia  |
| -       | Jack Price             | Regno Unito | Rit. a 17½ miglia |
| -       | Jack Tait              | Canada      | Rit. a 15 miglia  |
| -       | Bertie Thompson        | Regno Unito | Rit. a 15 miglia  |
| -       | Harry Barrett          | Regno Unito | Rit. a 12 miglia  |
| -       | Fritz Reiser           | Germania    | Rit. a 12 miglia  |
| -       | Alex Duncan            | Regno Unito | Rit. a 10 miglia  |
| -       | Umberto Blasi          | Italia      | Rit. a 8 miglia   |
| -       | Thomas Jack            | Regno Unito | Rit. a 7 miglia   |
| -       | George Blake           | Australasia | Rit. a 5 miglia   |
| -       | Joseph Lynch           | Australasia | Rit. a 5 miglia   |
| -       | Wilhelmus Braams       | Paesi Bassi | Rit. a 4¼ miglia  |
| -       | Albert Wyatt           | Regno Unito | Rit. a 3 miglia   |
| -       | François Celis         | Belgio      | Ritirato          |
| -       | Eddie Cotter           | Canada      | Rit.              |
| -       | Fred Noseworthy        | Canada      | Rit.              |
| -       | Nikolaos Kouloumberdas | Grecia      | Rit.              |
| -       | Anastasios Koutoulakis | Grecia      | Rit.              |
| -       | George Buff            | Paesi Bassi | Rit.              |
| -       | Arie Vosbergen         | Paesi Bassi | Rit.              |
| -       | James Mitchell Baker   | Sudafrica   | Rit.              |
| -       | Johan Lindqvist        | Svezia      | Rit.              |
| -       | Seth Landqvist         | Svezia      | Rit.              |
| -       | Tom Morrissey          | Stati Uniti | Rit.              |
| -       | Michael J. Ryan        | Stati Uniti | Rit.              |